# 38 a.C.
Il 38 a.C. (XXXVIII a.C. in numeri romani) è un anno  del I secolo a.C.

## Eventi
- 1º gennaio - Inizio dell'Era Ispanica, secondo quanto decretato da Augusto.
- Marco Vipsanio Agrippa, sotto ordine di Ottaviano, riesce con successo a domare una rivolta lungo il Reno.
- Marco Antonio, Ottaviano e Lepido firmano il Trattato di Tarentum, estendendo il Secondo triumvirato fino al 33 a.C.
- Battaglia del Monte Gindaro - Publio Ventidio Basso annienta l'esercito Partico di Pacoro I riportando la Siria sotto il totale controllo romano. Il re dei Parti viene ucciso nello scontro, mentre il generale romano celebrerà un grande trionfo a Roma.
- Matrimonio di Augusto con Livia Drusilla, diventando quest'ultima la terza moglie dell'imperatore.
- Quinto Orazio Flacco viene presentato a Gaio Cilnio Mecenate da Virgilio e Vario.

## Nati
- 14 gennaio - Druso maggiore, militare e politico romano († 9 a.C.)
- Gaio Ateio Capitone, giurista romano († 22)
- Gaio Sulpicio Galba, politico romano († 4)

## Morti
- Pacoro I, sovrano partico